# Robert Mueller

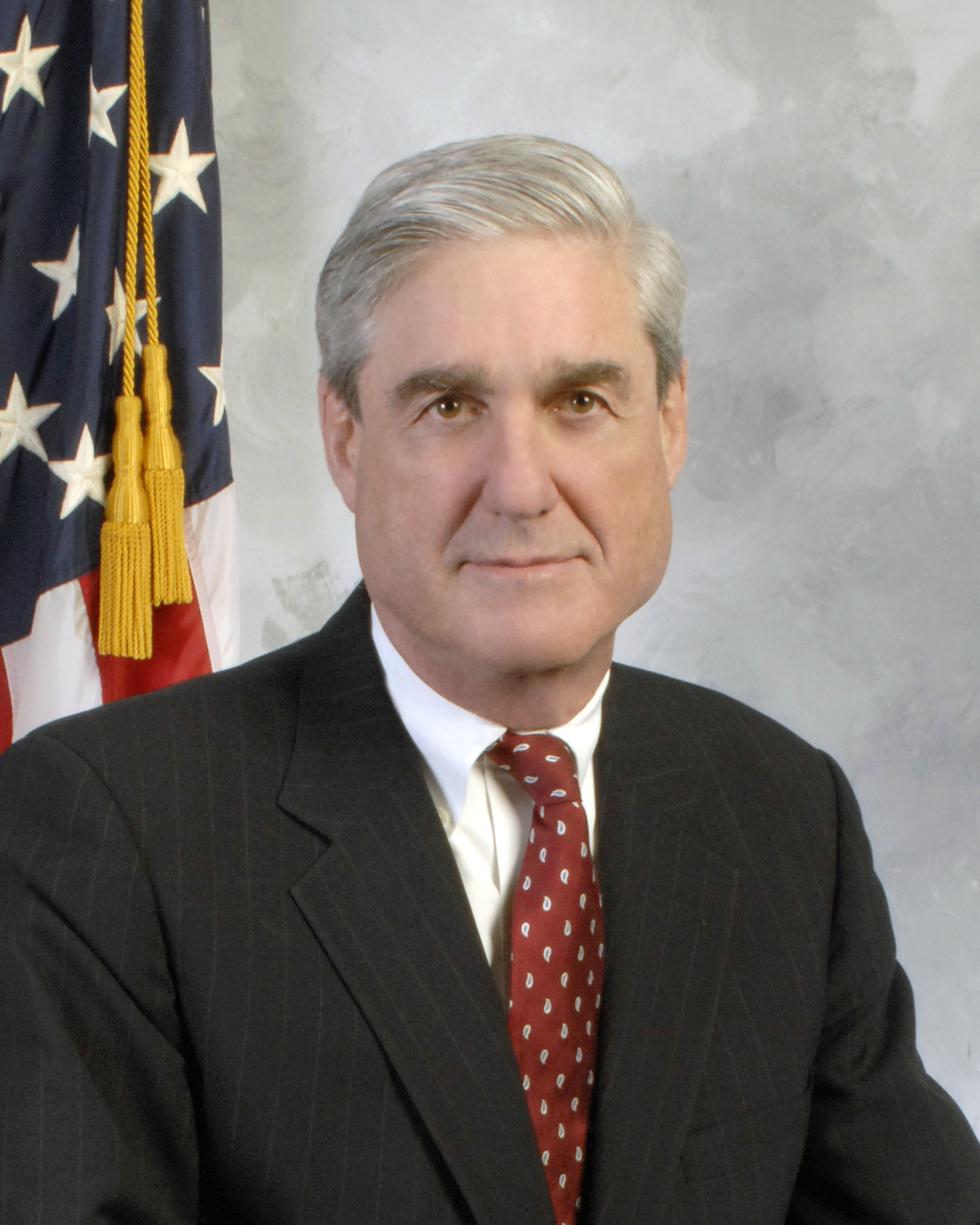
Robert Mueller (2011)

Robert Swan Mueller III [ˈmʌlər] (* 7. August 1944 in Manhattan, New York City) ist ein hoher Regierungsbeamter der Vereinigten Staaten. Er war Direktor des Federal Bureau of Investigation (FBI) von 2001 bis 2013. Vom 17. Mai 2017 bis März 2019 war er Sonderermittler zu den möglichen Verbindungen von Donald Trumps Wahlkampfteam mit russischen Stellen und damit verbundenen Thematiken. Mueller reichte seinen Bericht am 22. März 2019 bei Justizminister William Barr ein.

## Leben

### Herkunft und Schulbildung
Muellers Vater Robert Swan Mueller, Jr. studierte Psychologie an der Princeton University und war Führungskraft bei DuPont. Außerdem war er während des Zweiten Weltkriegs als Marineoffizier im Atlantik und Mittelmeer tätig.
Mueller ist deutscher, englischer und schottischer Abstammung. Sein Urgroßvater väterlicherseits, Gustave A. Mueller, war ein prominenter Arzt in Pittsburgh, dessen eigener Vater aus der damals preußischen Provinz Pommern in die Vereinigten Staaten eingewandert war.
Mueller wuchs in Princeton, New Jersey, auf, wo er die Princeton Country Day School, heute bekannt als Princeton Day School, besuchte. Nachdem er die achte Klasse abgeschlossen hatte, zog seine Familie nach Philadelphia. Dort war er im Schulsport äußerst erfolgreich. Insbesondere im Lacrosse feierte Mueller einige Erfolge und lernte hier den ehemaligen US-Außenminister John Kerry als Teamkollegen kennen.

### Ausbildung und erste Stationen in Militär und Justiz

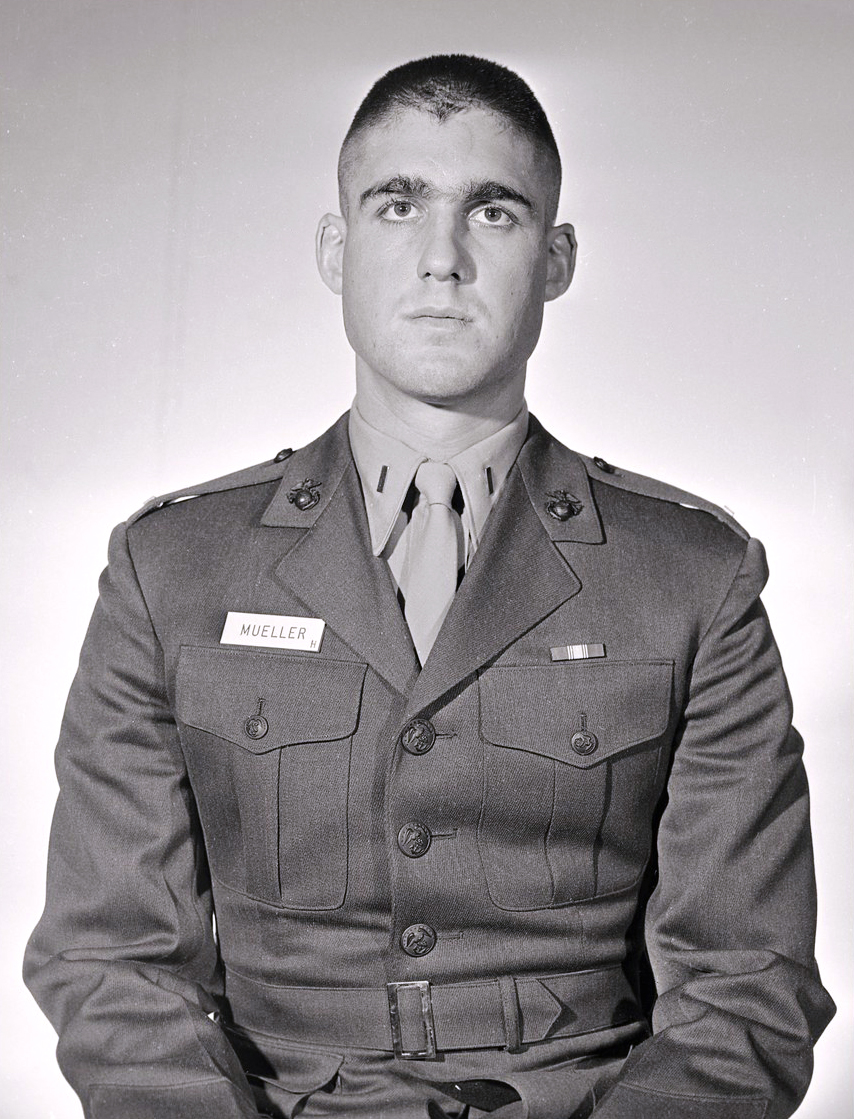
Mueller als Marineoffizier

Robert Mueller studierte an der Princeton University und erhielt dort 1966 seinen Abschluss (Bachelor of Arts). Einen weiteren Abschluss (Master of Arts (International Relations)) bekam er ein Jahr später von der New York University verliehen. Er schloss 1973 an der University of Virginia das Studium der Rechtswissenschaften mit dem Berufsdoktorat ab (Juris Doctor).
Im August 1967 begann er eine militärische Ausbildung an der Marine Corps Officer Candidates School der Marine Corps Base Quantico. Nach deren Abschluss diente er im Vietnamkrieg als Offizier, zunächst als Platoonführer beim 4. Regiment der 3. US-Marineinfanteriedivision. Nach einer Verwundung im April 1969 wurde er Adjutant von General William K. Jones. Mueller wurde mit dem Bronze Star, zwei Navy Commendation Medals, dem Purple Heart und dem südvietnamesischen Cross of Gallantry ausgezeichnet. Im August 1970 schied er im Rang eines Captain aus dem aktiven Dienst aus.
Mueller diente später als Assistent des Justizministers (Attorney General) Dick Thornburgh und war unter anderem an der Strafverfolgung des panamaischen Diktators Manuel Noriega und des Mafia-Mobsters John Gottis beteiligt. 1988 wurde Mueller zum obersten Ermittler des Bombenanschlags von Lockerbie (Pan-Am-Flug 103) ernannt. Er war Leiter der Regierungsuntersuchungen zur Mafia-CIA-Geldwäschebank BCCI und der FBI-Untersuchungen der Verbrechen vom 11. September 2001.
Von 1999 bis 2001 fungierte er als Bundesstaatsanwalt für den nördlichen Distrikt von Kalifornien; sein Nachfolger war Kevin V. Ryan.

### FBI-Direktor (2001–2013)
Präsident George W. Bush berief Mueller zum Direktor des FBI, der Senat der Vereinigten Staaten bestätigte ihn einstimmig mit 98 Stimmen ohne Gegenstimme (zwei Senatoren, Pete Domenici und Daniel Inouye, waren nicht anwesend). Mueller war vom 4. September 2001 bis zum 4. September 2013 FBI-Direktor. Mit 12 Jahren Amtszeit ist er der am zweitlängsten amtierende FBI-Direktor nach J. Edgar Hoover, der das Amt 48 Jahre innehatte. Er wurde am 4. September 2013 während der zweiten Amtszeit von US-Präsident Obama von James B. Comey abgelöst.

### Sonderermittler (2017–2019)
Am 17. Mai 2017 wurde Mueller zum Sonderermittler zur Aufklärung potentieller Verwicklungen von US-Präsident Donald Trump mit Russland ernannt. Mueller wurde vom stellvertretenden Justizminister Rod Rosenstein ernannt, nachdem sich Justizminister Jeff Sessions wegen möglicher Befangenheit aus den Ermittlungen herausgehalten hatte („recusal“). Die Washington Post berichtete am 15. Juni 2017, dass Mueller seine Ermittlungen auf Präsident Trump ausgeweitet habe. Es gehe um den Vorwurf der Behinderung der Justiz („obstruction of justice“). Diese Ermittlungen hätten demnach nach der Entlassung des FBI-Direktors James B. Comey am 9. Mai 2017 begonnen. Nach einem Bericht der New York Times vom 25. Januar 2018 wollte Trump Mueller im Juni 2017 entlassen. Eine Rücktrittsdrohung des Rechtsberaters Don McGahn des Weißen Hauses habe dies abgewendet.
Im Februar 2018 ließ Mueller bzw. die Grand Jury eine Anklageschrift gegen 13 Russen, darunter Jewgeni Prigoschin, wegen Verschwörung zur Störung demokratischer Prozesse in der Vereinigten Staaten erstellen, darunter der Präsidentschaftswahl von 2016. Ebenfalls genannt werden darin der von Prigoschin gegründete russische Konzern „Konkord“ und mehrere Tarnfirmen, die der sogenannten „Agentur für Internet-Forschung“ zugerechnet werden.
Am 22. März 2019 reichte Mueller seinen Abschlussbericht bei Justizminister William Barr ein.

### Privates
Robert Mueller ist mit Ann Mueller verheiratet. Das Paar hat zwei Töchter.